# Leptolalax lateralis
Leptolalax lateralis es una especie de anfibio anuro de la familia Megophryidae.

## Distribución geográfica
Esta especie es endémica del sudeste asiático. Habita:
- en el noreste de la India en el estado de Nagaland;
- en Birmania alrededor de Bhamo.[4]

Su presencia es incierta en la provincia de Yunnan, República Popular de China.

## Publicación original
- Anderson, 1871 : A list of the reptilian accession to the Indian Museum, Calcutta from 1865 to 1870, with a description of some new species. Journal of the Asiatic Society of Bengal, vol. 40, n.º 1, p. 12-39[5]